# NGC 2988
NGC 2988 في الفهرس العام الجديد، هي مجرة، تقع في كوكبة الأسد. اكتشفت في 19 فبراير 1855 بواسطة ويليام بارسونز.

## روابط خارجية
- NGC 2988 على موقع ويكي سكاي: DSS2, SDSS, GALEX, IRAS, Hydrogen α, X-Ray, Astrophoto, Sky Map, Articles and images